# La valle dei mohicani
La valle dei mohicani (Comanche Station) è un film del 1960 diretto da Budd Boetticher.
Questo è l'ultimo dei sette film western diretti da Boetticher ed interpretati da Randolph Scott, produttore insieme ad Harry Joe Brown per la Ranown (da cui il nome di ciclo Ranown).

## Trama
Una donna è catturata dai comanche. Jeff, il marito, dopo dieci anni è ancora alla sua ricerca, ma un giorno ha l'occasione di rendersi utile per la liberazione di un'altra donna. Sulle tracce di questa si gettano non solo i comanche ma anche tre banditi interessati ad intascare la ricca ricompensa prevista dal marito. Jeff difende la donna da entrambi e poi la restituisce al marito, scoprendo che questi non era andato in prima persona a cercare sua moglie in quanto cieco.

## Libro sul film
Lo scrittore francese Pierre Gabaston ha scritto un libro sul film identificandosi con l'opera quasi fosse un suo libro di memorie e seguendo i flussi della sua coscienza, così Pierre Eugène su Cahiers du cinéma recensendo la breve opera, come la definisce. L'autore, continua Eugène, si inoltra nella storia per cerchi concentrici soprattutto circoscrivendo i traumi del cineasta, ferito nella sua giovinezza di torero e orfano di madre morta di parto.